# Uta Goebl-Streicher
Uta Goebl-Streicher (* 30. November 1941 in Klagenfurt) ist eine österreichische Autorin, Inspizientin und Regieassistentin.

## Leben
Uta Goebl-Streicher studierte in Wien und Paris Germanistik und Romanistik. Ihre Ausbildung schloss sie 1965 mit ihrer Magisterarbeit über Andreas Streicher ab, in der sie bis dahin unbekannte Dokumente edierte.
Ihre weiteren musikschriftstellerischen Arbeiten zu den Klavierbauer-Familien Stein und Streicher sowie Frédéric Chopin werten gleichfalls vielfach zuvor nicht erschlossene Quellen aus dem 18. und 19. Jahrhundert aus.

## Auszeichnungen
- 2023: Ehrenzeichen Verdiente um die polnische Kultur (Zasłużony dla kultury polskiej), verliehen vom Minister für Kultur und nationales Erbe

## Veröffentlichungen (Auswahl)
- "Diesem Menschen hätte ich mein ganzes Leben widmen mögen" : Beethoven und die Wiener Klavierbauer Nannette und Andreas Streicher; eine Ausstellung im Beethoven-Haus Bonn von Uta Goebl-Streicher, Jutta Streicher, Michael Ladenburger (Veröffentlichungen des Beethoven-Hauses / Ausstellungskataloge Bd. 6), Bonn 1999
- Das Stammbuch der Nannette Stein (1787–1793). Streiflichter auf Kultur und Gesellschaft in Augsburg und Süddeutschland im ausgehenden 18. Jahrhundert, hrsg. und kommentiert von Uta Goebl-Streicher (1: Das Stammbuch der Nannette Stein (1787–1793), Faks.-Bd.; 2: Das Stammbuch der Nannette Stein (1787–1793) / Textbd.); Hans Schneider, Tutzing 2001
- Das Reisetagebuch des Klavierbauers Johann Baptist Streicher 1821–1822. Text und Kommentar: Uta Goebl-Streicher. Textübertr. Jutta Streicher, Hans Schneider, Tutzing 2009
- Frédéric Chopin – Einblicke in Unterricht und Umfeld: die Briefe seiner Lieblingsschülerin Friederike Müller, Paris 1839–1845 (Musikwissenschaftliche Schriften, Band 51) München, Musikverlag Katzbichler, Salzburg 2018

| Personendaten    | Personendaten                                              |
| ---------------- | ---------------------------------------------------------- |
| NAME             | Goebl-Streicher, Uta                                       |
| KURZBESCHREIBUNG | österreichische Autorin, Inspizientin und Regieassistentin |
| GEBURTSDATUM     | 30. November 1941                                          |
| GEBURTSORT       | Klagenfurt                                                 |